# Lijst van rijksmonumenten in Brummen (gemeente)
De gemeente Brummen telt 113 inschrijvingen in het rijksmonumentenregister. Hieronder een overzicht. 

## Brummen
De plaats Brummen telt 76 inschrijvingen in het rijksmonumentenregister. Zie Lijst van rijksmonumenten in Brummen (plaats) voor een overzicht.

## Eerbeek
De plaats Eerbeek telt 2 inschrijvingen in het rijksmonumentenregister.
| Object                 | Oorspronkelijke functie?  | Bouwjaar              | Architect | Locatie               | Coördinaten?                | Nr.?  | Afbeelding        |
| ---------------------- | ------------------------- | --------------------- | --------- | --------------------- | --------------------------- | ----- | ----------------- |
| Watermolen van Eerbeek | Industrie- en poldermolen | 1642 / 1860           |           | Kanaalweg 1           | 52° 6' 24" NB, 6° 4' 20" OL | 11249 | Meer afbeeldingen |
| Huis te Eerbeek        | Kasteel, buitenplaats     | eerste helft 19e eeuw |           | Professor Weberlaan 1 | 52° 6' 32" NB, 6° 4' 18" OL | 11250 | Meer afbeeldingen |

## Empe
De plaats Empe telt 16 inschrijvingen in het rijksmonumentenregister. Zie Lijst van rijksmonumenten in Empe voor een overzicht.

## Hall
De plaats Hall telt 5 inschrijvingen in het rijksmonumentenregister.
| Object                  | Oorspronkelijke functie?  | Bouwjaar | Architect | Locatie                         | Coördinaten?                | Nr.?   | Afbeelding        |
| ----------------------- | ------------------------- | -------- | --------- | ------------------------------- | --------------------------- | ------ | ----------------- |
| St. Ludger              | Kerk en kerkonderdeel     | 15e eeuw |           | Dorpsstraat 57                  | 52° 6' 40" NB, 6° 6' 15" OL | 11251  | St. Ludger        |
| Toren van de St. Ludger | Kerk en kerkonderdeel     |          |           | Dorpsstraat bij 57              | 52° 6' 40" NB, 6° 6' 15" OL | 11252  | Meer afbeeldingen |
| Leusveld: jachthuis     | Kasteel, buitenplaats     | 1911     |           | Rhienderensestraat 24           | 52° 6' 12" NB, 6° 6' 54" OL | 521785 | Meer afbeeldingen |
| Leusveld: koetshuis     | Bijgebouwen kastelen enz. | 1911     |           | Rhienderensestraat 22           | 52° 6' 12" NB, 6° 6' 54" OL | 521786 | Upload foto       |
| Leusveld: hekwerken     | Erfscheiding              | 1911     |           | Rhienderensestraat tegenover 24 | 52° 6' 10" NB, 6° 6' 53" OL | 521787 | Meer afbeeldingen |

## Leuvenheim
De plaats Leuvenheim telt 14 inschrijvingen in het rijksmonumentenregister. Zie Lijst van rijksmonumenten in Leuvenheim voor een overzicht.
Aalten ·
Apeldoorn ·
Arnhem ·
Barneveld ·
Berg en Dal ·
Berkelland ·
Beuningen ·
Bronckhorst ·
Brummen ·
Buren ·
Culemborg ·
Doesburg ·
Doetinchem ·
Druten ·
Duiven ·
Ede ·
Elburg ·
Epe ·
Ermelo ·
Harderwijk ·
Hattem ·
Heerde ·
Heumen ·
Lingewaard ·
Lochem ·
Maasdriel ·
Montferland ·
Neder-Betuwe ·
Nijkerk ·
Nijmegen ·
Nunspeet ·
Oldebroek ·
Oost Gelre ·
Oude IJsselstreek ·
Overbetuwe ·
Putten ·
Renkum ·
Rheden ·
Rozendaal ·
Scherpenzeel ·
Tiel ·
Voorst ·
Wageningen ·
West Betuwe ·
West Maas en Waal ·
Westervoort ·
Wijchen ·
Winterswijk ·
Zaltbommel ·
Zevenaar ·
Zutphen